# Romeinse Agora

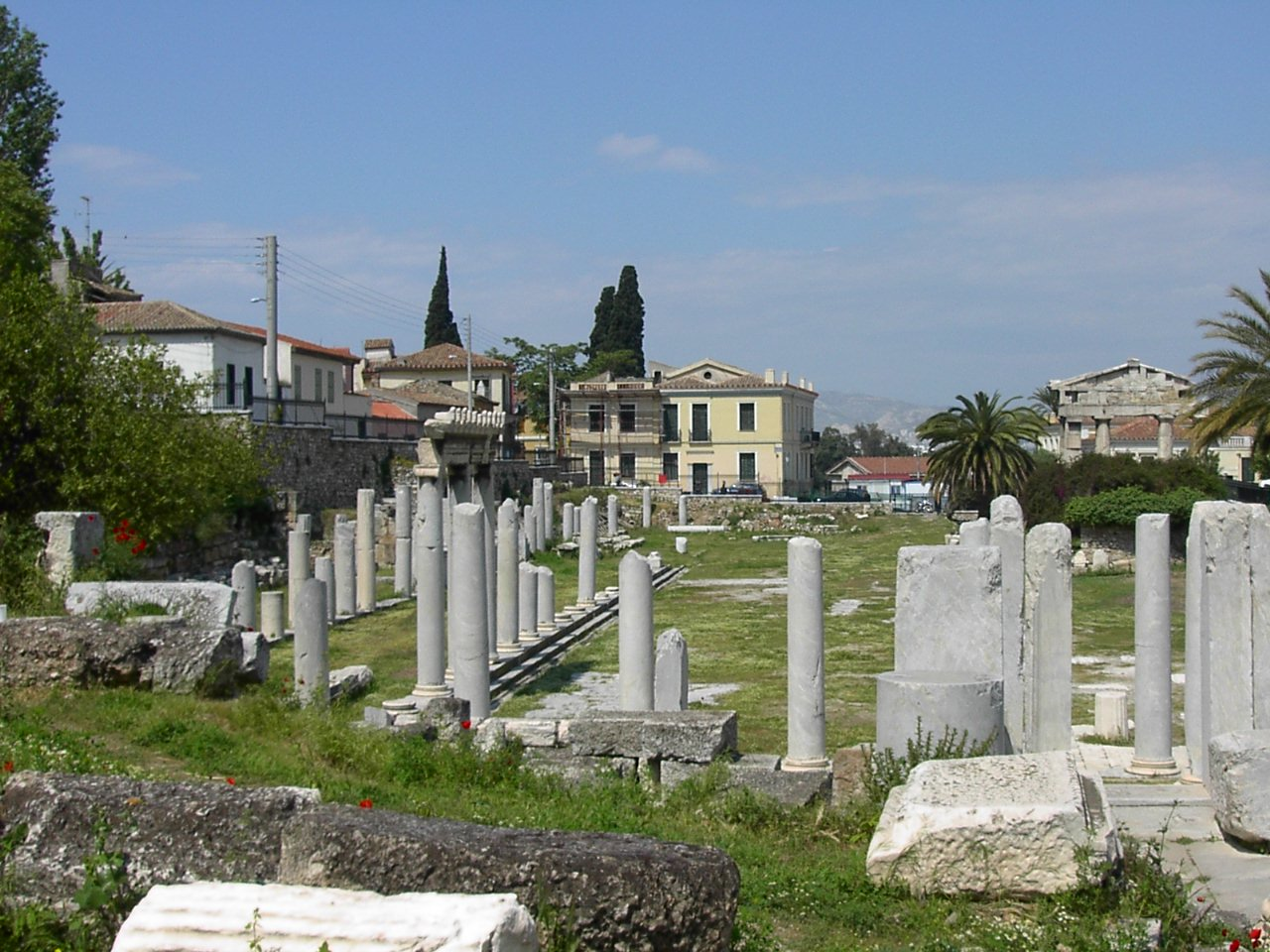
De zuidkant van de Romeinse Agora gezien van oost naar west

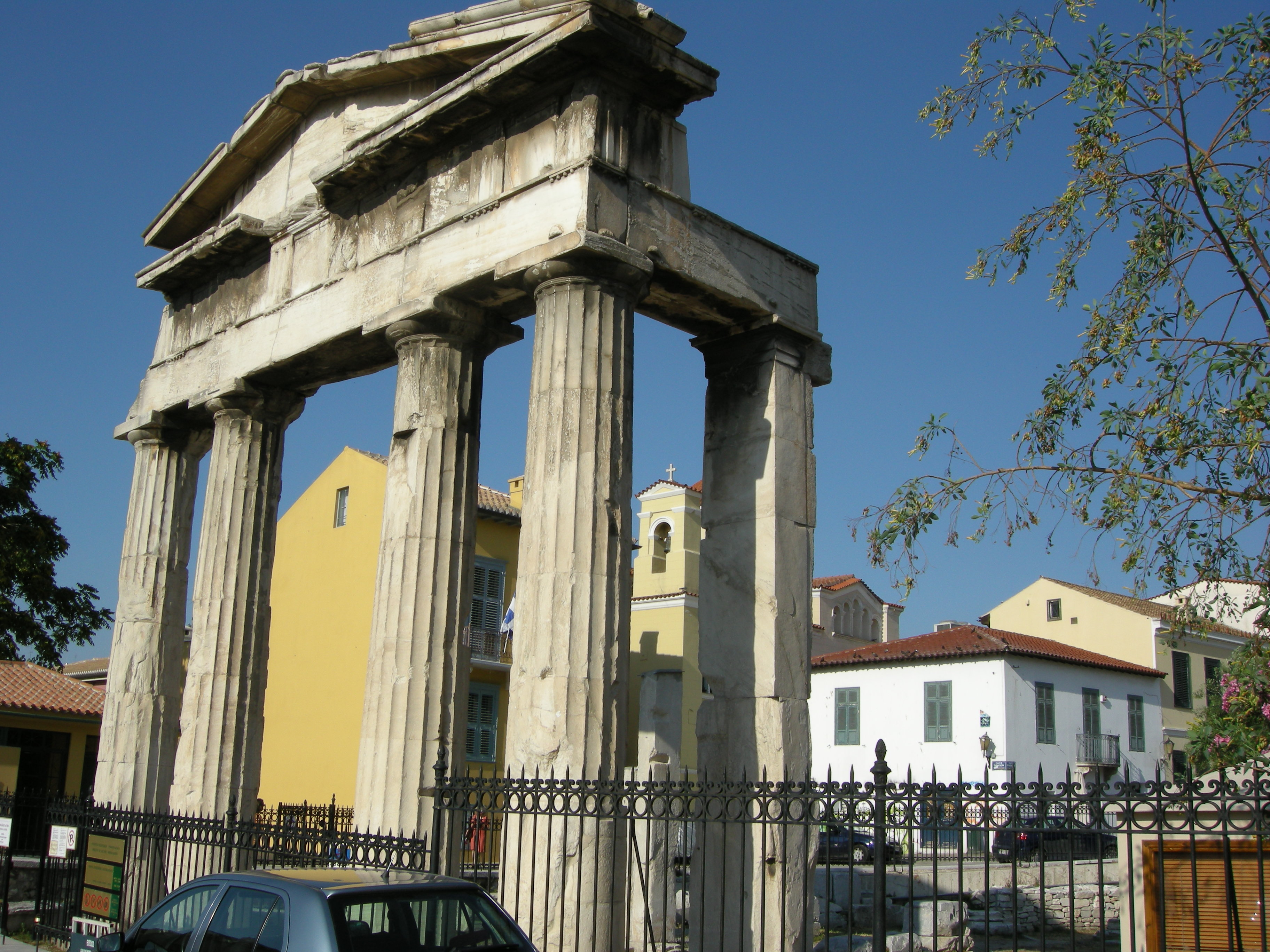
Poort van Athena Archegetis

Plattegrond van de Romeinse Agora met de Agora (1), de Poort van Athena Archegetis (2), de oostelijke propylon (3), de Toren van de winden (4), de Vespasianae (5), het Agoranomion (6), het Pantheon (7) en de Fethiye Djami (8).

De Romeinse Agora in het oude Athene was een agora (marktplaats) die tussen 19 en 11 v.Chr. werd aangelegd ten oosten van de al bestaande oudere Agora. Het terrein was al eerder in gebruik voor handelsdoeleinden, maar werd nu een afgescheiden terrein met een monumentaal uiterlijk. De aanleg werd bekostigd met donaties van Julius Caesar en Augustus. Naar hen wordt deze agora ook wel de Agora van Caesar en Augustus genoemd.

## Beschrijving
Het was een rechthoekig complex van ca. 111 x 98 m., omgeven door een muur van poros (kalksteen), dat bestond uit een plein omringd door stoa’s, winkels en werkplaatsen. In de tijd van keizer Hadrianus werd het plein geplaveid met marmeren tegels. Het zuidelijke deel van het plein is nu nog te zien.
Het plein had twee monumentale toegangspoorten of propyla. De Poort van Athena Archegetis vormde de westelijke toegang. De poort met zijn vier Dorische zuilen en basis van Pentelisch marmer is bewaardgebleven. Volgens een inscriptie op de bovenbouw was de poort door het Atheense volk gewijd aan zijn beschermgodin Athena Archegetis tijdens het archontaat van Nicias (11-10 v.Chr.). Tussen de hoofdpoort en de klassieke Agora werd rond 100 n.Chr. een korte overdekte wandelweg aangelegd die tussen de Stoa van Attalus en de latere Bibliotheek van Pantainos liep.
De tweede toegangspoort was het Oostelijke Propylon dat vier Ionische zuilen had van grijs Hymettisch marmer. Hiervan staan alleen de onderste gedeeltes nog. Direct buiten deze oostingang staat de Toren van de winden.

## Agoranomion
Het Agoranomion is een rechthoekig gebouw aan de oostkant van de Romeinse Agora, uit het midden van de 1e eeuw n.Chr. De bewaardgebleven façade had drie boogvormige deurstijlen en een brede trap. Een inscriptie op de architraaf vermeldt dat het gebouw was gewijd aan de Divi Augusti en Athena Archegetis. De voorgestelde identificatie van dit bouwwerk met het ‘Sebasteion’, een gebouw voor de verering van de keizer, is allerminst zeker.

## Late oudheid
Na de invasie van de Herulen in 267 n.Chr. werd Athene ingeperkt tot het gebied binnen de late Romeinse verdedigingsmuren. Het bestuurlijke en commerciële centrum van de stad werd toen verplaatst van de klassieke Griekse Agora naar de Romeinse Agora en de aangrenzende Bibliotheek van Hadrianus.

## Byzantijnse en Turkse periode
In de Byzantijnse werd het terrein bebouwd met huizen, winkels en kerken. In de Turkse periode werd in 1456 de Fethiye Djami (‘Moskee van de Veroveraar’) aan de noordkant gebouwd op de resten van een driebeukige basilica.